# Deux-Rys
Deux-Rys est un village belge de la commune de Manhay située dans le nord de la province de Luxembourg.
Avant la fusion des communes de 1977, Deux-Rys faisait partie de la commune de Harre.

## Description et situation
Le village de Deux-Rys tire son nom du confluent de deux ruisseaux dont les dénominations ont changé plusieurs fois au fil des siècles. Le premier ruisseau, sillonnant le vallon nord, est actuellement appelé Ruisseau del Hé. Anciennement il s'appelait Ruisseau de Harre (ou du Bois de Harre). Le deuxième, venant par le vallon est, est le Ruisseau du Pays (ou du Bois de Pays) ou Ruisseau de Lai l'Oiseau (ou Laid l'Oiseau). De nos jours, ce dernier, et bien qu'il ne prenne pas source à Harre, est appelé Ruisseau de Harre, ce qui prête à confusion historique avec le premier. Le ruisseau qui résulte de la confluence des deux était auparavant appelé Ruisseau du Fond de Saussure (ou Sasseur, ou Fond des Saules). Un kilomètre et demi en aval, ce dernier se jette dans l'Aisne non loin de l'ancien moulin Ponsart, et de l'église construite en 1874. L'église ne se trouve pas au centre du village, et a été construite pour Roche-à-Frène et Deux-Rys conjointement.
Dans ce village ardennais, il y a deux anciens moulins à eau. Le mécanisme du moulin Ponsart a été démantelé il y a plusieurs dizaines années d'ici, et n'est donc plus visible. L'autre, appelé moulin de la Chenevière, est encore partiellement en état.
Du typique de Deux-Rys l'on notera la dizaine de maisons à colombages, construites aux XVIIIe et XIXe siècles.
Le centre du village se trouve dans la rue de Lai L'Oiseau, à hauteur de la confluence des deux ruisseaux (à l'endroit de la petite place du village). L'on y trouve, bordant le versant est du ruisseau de Harre, une vingtaine d'arbres qui ont environ dix-huit mètres de hauteur, et qui forment une petite aulnaie-frênaie alluviale, mêlée de quelques charmes. Malheureusement, de nombreux frênes sont atteints de la chalarose.
Deux-Rys se trouve à 9 km de Bomal et de la vallée de l'Ourthe et à 6 km de la sortie 48 bis de l'autoroute E 25 Liège-Luxembourg.
Le sentier de grande randonnée 15 venant de Hoursinne traversait la localité depuis des nombreuses décennies. Depuis 2019 le GR 15 passe via Al Maison à Harre

## Historique
Au XVIe siècle il y avait à Deux-Rys au moins un fourneau (probablement plusieurs, dont un haut fourneau et quelques bas fourneaux), et une forge (appelé à l'époque 'marteau'). Au lieu précis et anciennement dénommé Ré du Fourneau (proche de la rue de Lai L'Oiseau), l'on trouve encore enfouies sous le sol de nombreuses scories et de tailles diverses, ainsi que des pépites ferreuses, et maints autres débris argileux ou vitrifiés issus de cette sidérurgie médiévale. Le terme Ré, diminutif du mot charrée (lui-même issu de charretée), indique donc l'endroit où l'on déversait les scories formant ainsi des amas ou petits terrils. La plus grande partie de ces piles de déchets de fonte a disparu à la fin du XIXe siècle lorsque les sidérurgistes liégeois vinrent les récupérer, vu leur forte teneur en fer résiduel.

## Sources et liens externes
- Site de la commune de Manhay